# London Has Fallen
London Has Fallen er en amerikansk drama film fra 2016. Den blev instrueret af Babak Najafi.  Det er den anden i Fallen-filmserien efter Olympus Has Fallen (2013).

## Medvirkende
- Gerard Butler som Mike Banning
- Aaron Eckhart som Benjamin Asher
- Morgan Freeman som Allan Trumbull
- Alon Moni Aboutboul som Aamir Barkawi
- Angela Bassett som Lynne Jacobs
- Robert Forster som General Edward Clegg
- Melissa Leo som Forsvarsminister Ruth McMillan
- Radha Mitchell som Leah Banning
- Charlotte Riley som Jacqueline Marshall
- Jackie Earle Haley som Mason
- Sean O'Bryan som Ray Monroe